# Labiaplastia

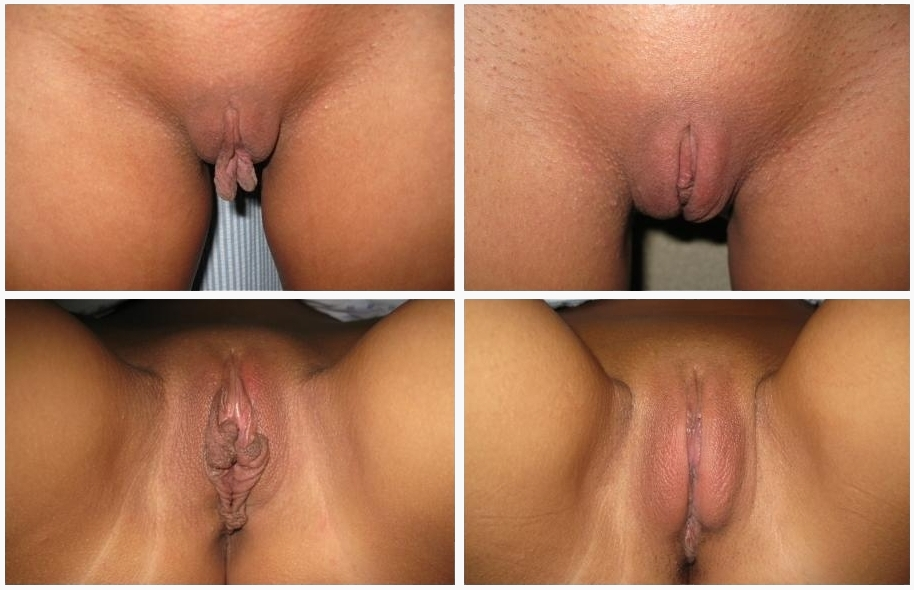
Resultado de la labioplastia (en combinación con la reducción del capuchón del clítoris)

La labiaplastia (también conocida como la labioplastia, reducción de labia menor, y la reducción de labia) es un procedimiento de cirugía plástica para alterar los labios menores (labias internas) y los labios mayores (labias externas), los pliegues de la piel que rodean la vulva humana. Hay dos categorías principales de las mujeres que buscan la cirugía genital cosmética: aquellas con condiciones congénitas, tales como mujeres intersexuales, y aquellas que no tienen una condición subyacente pero que experimentan incomodidad física o desean modificar la apariencia de sus genitales porque creen que estos no caen dentro de un rango normal.

## Descripción
El tamaño, el color y la forma de los labios varían significativamente y pueden cambiar como consecuencia del parto, el envejecimiento y otras causas. Las condiciones abordadas por la labioplastia incluyen defectos congénitos y anomalías tales como la atresia vaginal (pasaje vaginal ausente), agenesia mülleriana (útero y trompas de Falopio mal formadas), condiciones intersexuales (características sexuales masculinas y femeninas en una sola persona); y el rasgamiento y estiramiento de los labios menores causados por un parto, accidentes o la edad. En una vaginoplastia de reasignación sexual de hombre a mujer, la creación de una neovagina, la labioplastia tiene la función de crear labios donde antes no había ninguno. 
Un estudio de 2008 publicado en la revista científica The Journal of Sexual Medicine, reportó que el 32 % de las mujeres que se habían sometido al procedimiento lo habían hecho para corregir una deficiencia funcional, un 31 % para corregir un deterioro funcional y por razones estéticas, y un 37 % por razones puramente estéticas. De acuerdo con una revisión en el 2011, en la misma revista, la satisfacción general de las pacientes está en el rango de 90 a 95 %. Los riesgos incluyen cicatrices permanentes, infecciones, sangrado, irritación y daño en los nervios conducente a un aumento o disminución de la sensibilidad. Un cambio en los requisitos para recibir cirugía plástica financiada con fondos públicos en Australia, que exigía que se le informara a las mujeres sobre la variación natural de los labios vaginales, provocó una reducción del 28% en el número de cirugías realizadas. A diferencia de los hospitales públicos, cirujanos estéticos en sus prácticas privadas no están obligados a seguir estas normas, y los críticos han señalado que cirujanos «inescrupulosos» cobran por realizar esta intervención a mujeres que no la querrían si tuvieran más información.
Imágenes de vulvas están ausentes de los medios de comunicación populares y de la publicidad: 19 y no aparecen en algunos libros de texto de anatomía, a la vez que la oposición de las comunidades a la educación sexual llimita el acceso de las jóvenes a información sobre la variación natural de los labios vaginales. Muchas mujeres tienen un conocimiento limitado de la anatomía vulvar y son incapaces de decir cómo es una vulva «normal».: 6  Al mismo tiempo, muchas imágenes pornográficas de genitales femeninos son manipuladas digitalmente, cambiando el tamaño y la forma de los labios para que se ajusten a las normas de censura de los distintos países. Investigadores médicos han expresado su preocupación por el procedimiento y sus crecientes tasas de prevalencia, y algunos especulan que la exposición a imágenes pornográficas en Internet puede provocar insatisfacción con la imagen corporal en algunas mujeres. Aunque también se ha sugerido que falta evidencia de ello, el NHS del Reino Unido declaró que algunas mujeres llevan consigo a las consultas médicas anuncios o imágenes pornográficas para ilustrar el aspecto genital que desean.. Linda Cardozo, ginecóloga del King's College Hospital de Londres, afirmó que las mujeres estaban poniendo en riesgo en una industria que es en gran parte no regulada.

## Tamaño de los labios
Los genitales externos de una mujer se conocen colectivamente como la vulva. Esto comprende los labios mayores (labios externos), los labios menores (labios internos), el clítoris, la uretra y la vagina. Los labios mayores se extienden desde el monte de Venus hasta el perineo. El tamaño, la forma y el color de labios menores de la mujer son muy variados. Uno de ellos es generalmente más grande que el otro. Pueden estar ocultos por los labios mayores, o pueden ser visibles, y pueden llegar a ser más grandes con la excitación sexual, a veces dos o tres veces su diámetro normal.
El tamaño de los labios puede cambiar a causa de un parto, accidentes o por el envejecimiento natural. Los piercing genitales puede aumentar el tamaño de los labios y su asimetría, debido al peso de los adornos. En el curso del tratamiento de hermanas gemelas idénticas, S. P. Davison y cols., reportaron que los labios eran del mismo tamaño en ambas mujeres, lo que indica una determinación genética. En o alrededor del 2004, investigadores del Departamento de Ginecología del Hospital Elizabeth Garrett Anderson de Londres, midieron los labios mayores de 50 mujeres entre las edades de 18 y 50 años, con una edad media de 35,6: Alrededor de 2004, investigadores del departamento de ginecología del hospital Elizabeth Garret Anderson de Londres, midieron la labia de 50 mujeres entre 18 y 50 años, encontrando:
|                                                            | Medidas                 | Promedio [Desviación estándar] |
| ---------------------------------------------------------- | ----------------------- | ------------------------------ |
| Longitud Clitoral (mm)                                     | 5.0 – 35.0              | 19.1 [8.7]                     |
| Ancho de Glande Clitoral (mm)                              | 3.0 – 10.0              | 5.5 [1.7]                      |
| Clítoris a uretra (mm)                                     | 16.0 – 45.0             | 28.5 [7.1]                     |
| Labios mayores (largo) (cm)                                | 7.0 – 12.0              | 9.3 [1.3]                      |
| Labios menores (largo) (mm)                                | 20 – 100                | 60.6 [17.2]                    |
| Labios menores (Ancho) (mm)                                | 7.0 – 50.0              | 21.8 [9.4]                     |
| Longitud del perineo (mm)                                  | 15.0 – 55.0             | 31.3 [8.5]                     |
| Longitud vaginal (cm)                                      | 6.5 – 12.5              | 9.6 [1.5]                      |
| Escala de Tanner (n)                                       | IV                      | 4.0 (8%)                       |
| Escala de Tanner (n)                                       | V                       | 46 (92%)                       |
| Color del área genital Comparado a la piel circundante (n) | Mismo color             | 9.0                            |
| Color del área genital Comparado a la piel circundante (n) | Más oscuros             | 41                             |
| Rugosidad de los labios (n)                                | Lisos (sin arrugas)     | 14                             |
| Rugosidad de los labios (n)                                | Moderadamente arrugados | 34                             |
| Rugosidad de los labios (n)                                | Marcadamente arrugados  | 2.0                            |

## Razones para realizar una labioplastia
Entre las razones para realizar una labioplastia se encuentran:
- Corregir una deficiencia funcional
- Razones estéticas
- Reasignación de sexo
- Mejorar la autoestima

Un estudio de 2008 en el Journal of Sexual Medicine informó que el 32 por ciento de las mujeres que se sometieron al procedimiento lo hizo para corregir una deficiencia funcional; el 31% por ciento para corregir un deterioro funcional y por razones estéticas; y el 37 por ciento por razones estéticas solamente.  De acuerdo con una revisión de 2011, también en la revista Journal of Sexual Medicine, la satisfacción general del paciente está en el rango de 90 a 95 por ciento.

## Cirugía

### Contraindicaciones
La cirugía de reducción de labios vaginales está relativamente contraindicada para la mujer que tiene una enfermedad ginecológica activa, como una infección o un tumor maligno; para la mujer que es un fumadora de tabaco y no está dispuesta a dejar de fumar, ya sea temporal o permanente, a fin de optimizar su capacidad de cicatrización de heridas, y para la mujer que no es realista en sus objetivos estéticos. Este último paciente debe ser aconsejado o excluido de la cirugía labioplástica. Davison describió que este procedimiento no se debe realizar cuando el paciente está menstruando, para reducir los efectos hormonales y el aumento del riesgo de infección.

### Cirugía de reasignación de sexo
En la cirugía de reasignación sexual, en el caso de que el paciente transexual (hombre a mujer), la labioplastia es generalmente la segunda fase de una operación de la vaginoplastia en dos etapas, donde se aplican técnicas de labioplastia para crear labios menores y una capucha del clítoris. En este procedimiento, la labioplastia se realiza en ocasiones cierto tiempo (una semana, o meses) de la primera etapa de la vaginoplastia, pero en otros casos forma parte de la misma cirugía.

### Anestesia
La reducción labial se puede realizar bajo anestesia local, sedación consciente o anestesia general, ya sea como una cirugía discreta, cirugía sola o en combinación con otra, cirugía ginecológica o cirugía cosmética. La resección adecuada se facilita con la administración de una solución anestésica (lidocaína + epinefrina en solución salina) que se infiltra a los labios menores para lograr la tumescencia (hinchazón) de los tejidos y la constricción del sistema circulatorio labial pertinente, la hemostasis que limita sangrado.

### Procedimientos

#### Técnica de resección de borde
La técnica labioplastia original era una resección simple de los tejidos en el borde libre de los labios menores. Una variación de la resección-técnica cuenta con una abrazadera colocada a través de la zona de tejido labial a ser resecado, a fin de establecer la hemostasia (detenido el flujo de sangre), y el cirujano reseca los tejidos, y luego sutura corte del menos labium o labios menores. Las desventajas técnicas de la técnica de resección labial de borde son la pérdida de la rugosidades naturales (arrugas) de los bordes libres labios menores, por lo tanto, estéticamente, se produce una "apariencia perfecta" no natural a la vulva, y también presenta un mayor riesgo de dañar las terminaciones nerviosas pertinentes. Por otra parte, también existe la posibilidad de que todoel revestimiento interior de los labios mayores se voltee, esto a su vez hace visibles los tejidos internos normalmente ocultos. Las ventajas de la resección incluyen el control preciso de todos los (oscurecida) bordes labiales irregulares hiper-pigmentadas con una cicatriz lineal que también pueden ser utilizados para el contorno de los tejidos redundantes de la capucha del clítoris, cuando está presente.

#### Técnica de resección en cuña central
La reducción labial por medio de una cuña central de la resección implica el corte y la eliminación de una cuña de espesor total de tejido de la parte más gruesa del labio menor. A diferencia de la técnica de borde de resección, el patrón de la resección de la cuña central de técnica preserva la rugosidad natural (borde libre de arrugas) de los labios menores. Sin embargo, debido a que es una resección de espesor completo, existe el riesgo potencial de dañar los nervios labiales pertinentes, que pueden resultar en neuromas dolorosos, y entumecimiento. F. Giraldo et al. procesalmente refino la técnica central de resección en cuña con una técnica Z-plastia de 90 grados adicional, que produce una cicatriz quirúrgica refinada que es menos atada, y disminuye las tensiones físicas ejercidas sobre la herida o incisión quirúrgica, y, por lo tanto, reduce la probabilidad de un (borde festoneado) cicatriz dentada. La técnica central de cuña es un procedimiento quirúrgico exigente, y dificultad puede surgir con juzgar la cantidad correcta de la piel labial para resecar, lo que podría resultar en subcorrección (persistente tejido-redundancia), o la sobrecorrección (tensión excesiva en la herida quirúrgica ), y un aumento de la probabilidad de la separación quirúrgica de la herida. Por otra parte, según el caso, se requiere una incisión separada para tratar una capucha del clítoris prominente.

#### Técnica de desepitelización
Reducción labial por medio de la desepitelización de los tejidos consiste en cortar el epitelio de una zona central en los aspectos medial y lateral de cada labio menor, ya sea con un bisturí o con un láser médico. Esta técnica de labioplastia reduce el exceso de tejido vertical, con la preservación de la rugosidad natural (borde libre corrugado) de los labios menores, y por lo tanto conserva las características sensoriales y de erección de los labios mayores. Sin embargo, la desventaja técnica de la de-epitelización es que la anchura del labio individuo podría aumentar si una gran área de tejido labial debe desepitelializada para lograr la reducción labial.

#### Labioplastia con resección del prepucio del clítoris
La reducción labial de vez en cuando incluye la resección del prepucio del clítoris (capuchón del clítoris) cuando el espesor de su piel interfiere con la respuesta sexual de la mujer o es estéticamente desagradable.
La resección del prepucio del clítoris implica un avance V-a-Y de los tejidos blandos, que se logra suturando el capuchón del clítoris hasta el hueso púbico en la línea media (para evitar los nervios pudendos); por lo tanto, descubrir el clítoris aprieta los labios menores.

#### Labioplastia láser
La reducción de labios vaginales mediante resección con láser de los labios menores implica el de-epitelización de los labios. La desventaja técnica de labioplastia láser es que la eliminación del exceso epidérmica labial arriesga causando la aparición de quistes de inclusión epidérmica.

#### Labioplastia por de-epitelización
La reducción labial por los recortes de-epitelización y eliminación el tejido no deseado y preservasión de la rugosidad natural (borde libre arrugada) de los labios menores, y preservación de las capacidades para la tumescencia y la sensación. Sin embargo, cuando el paciente se presenta con mucho tejido labial, un procedimiento de combinación de desepitelización y resección de la abrazadera suele ser más eficaz para lograr el resultado estético establecido por el paciente y su cirujano. En el caso de una mujer con asimetría labial (plegable redundante) entre los labios menores y los labios mayores, la labioplastia de-epitelización incluye una técnica de resección adicional - como el de cinco colgajo Z-plastia ("Salto del hombre plastia") - para establecer una forma regular y simétrica de los labios menores reducida.

### Cuidado post cirugía
El dolor postoperatorio es mínimo, y la mujer suele ser capaz de abandonar el hospital el mismo día. Por lo general, no se requiere de empaque vaginal, aunque ella puede optar por usar una toalla higiénica para mayor comodidad. El médico informa a la mujer que los labios se hinchan a menudo durante el primer período posoperatorio, debido al edema causado por la solución anestésica inyectada al hinchar los tejidos. También se instruye la limpieza adecuada del sitio de la herida quirúrgica, y la aplicación de una pomada antibiótica tópica a los labios, un régimen de observación tres veces al día durante dos días después de la cirugía.
La consulta inicial, posterior a la labioplastia con el cirujano, se recomienda una semana después de la cirugía. Se aconseja volver al consultorio del cirujano si se desarrollar un hematoma, una acumulación de sangre fuera del pertinente (venosa y arterial) sistema vascular. Dependiendo de su progreso, la mujer puede reanudar el trabajo físico tres o cuatro días después de la cirugía. Para permitir que las heridas sanen, ella se encargara de no usar tampones, no usar ropa ajustada (por ejemplo tanga), y de abstenerse de tener relaciones sexuales durante cuatro semanas después de la cirugía.
Las complicaciones médicas a un procedimiento de reducción de labios vaginales son poco comunes, pero las complicaciones ocasionales - sangrado, infección, asimetría labial, mala cicatrización de heridas, corrección insuficiente, sobrecorrección - ocurren, y podrían requerir una cirugía de revisión. Una resección más agresiva podría dañar los nervios, causando neuromas dolorosos. La realización de una labioplastia aleta-técnica de vez en cuando se presenta un mayor riesgo de necrosis de los tejidos labios menores.